# Professeur Layton et le Nouveau Monde à vapeur
Professeur Layton et le Nouveau Monde à vapeur est un jeu vidéo en cours de développement par Level-5 de la série Professeur Layton. Le jeu est prévu pour une sortie sur Nintendo Switch et Nintendo Switch 2 pour l'année 2025. 

## Développement
Le jeu est annoncé en février 2023 à partir d'une courte bande annonce lors d'un Nintendo Direct, révélant que le professeur Hershel Layton revient dans un monde industriel,. Une deuxième bande annonce est présentée lors du Level-5 Vision de mars 2023. Une nouvelle bande-annonce est diffusée le 9 mars 2023 réintroduisant Luke qui, un an après les évènements du Destin perdu, invite son mentor à Steam Bison, une ville située en Amérique,.
Au cours du "Level-5 Vision 2023 II" diffusé le 29 novembre 2023, le jeu initialement prévu pour 2023 est repoussé en 2025 sans date précise et est toujours en cours de développement.